# Morigerati
Morigerati est une commune italienne de la province de Salerne, dans la région Campanie.

## Économie
L'Enel (Ente Nazionale per l'Energia Elettrica), principal producteur d'énergie électrique italien, a implanté en 1958 à Morigerati une centrale hydroélectrique souterraine, alimentée par les eaux du lac Sabetta, un lac artificiel situé sur le territoire de la commune voisine de Caselle in Pittari, formé par la construction d'un barrage sur le cours du Bussento, un petit fleuve de l'Italie méridionale de 37 km de long, qui prend sa source à 900 m d'altitude dans le massif du Cervati.

## Administration
| Période                                  | Période | Identité | Étiquette | Qualité |
| ---------------------------------------- | ------- | -------- | --------- | ------- |
|                                          |         |          |           |         |
| Les données manquantes sont à compléter. |         |          |           |         |

### Communes limitrophes
Casaletto Spartano, Caselle in Pittari, Santa Marina, Torre Orsaia, Tortorella.